# Barnvisa
Barnvisor är visor för (eller sjungna av) barn och ett exempel på barnmusik. Det kan vara sånger som barn själva har hittat på eller sånger som är skrivna av författare och kompositörer. När det är fråga om folksånger är kompositörerna och textförfattarna ofta okända.
Texterna kan ha olika syften, de kan exempelvis vara underhållande, lekfulla, uppfostrande eller skrämmande. Dessutom finns vaggvisor, nonsensvisor, födelsedagsvisor och visor att röra sig till. Sångerna har ofta flera strofer som sammantaget berättar en historia eller ett händelseförlopp. Texten är ofta rimmad och innehåller slagkraftiga refränger. Melodierna är enkla och sångbara och har inte för stort omfång, så de är lätta att sjunga.

## I Sverige kända författare och kompositörer av barnvisor
- Anna Maria Roos
- Alice Tegnér
- Jeanna Oterdahl
- Felix Körling
- Gullan Bornemark
- Olle Widestrand
- Lennart Hellsing
- Alf Prøysen
- Georg Riedel
- Tomas och Jujja Wieslander
- Astrid Lindgren
- Beppe Wolgers
- Jojje Wadenius
- Magnus Härenstam
- Brasse Brännström
- Keith Almgren
- Barbro Lindgren
- Dan Bornemark

## Samlingar med barnvisor
- Sjung med oss, mamma!
- Nu ska vi sjunga